# FC Nordstern Basel
El FC Nordstern Basel es un equipo de fútbol de Suiza que juega en la 2. Liga Interregional, quinta división de fútbol en el país.

## Historia
Fue fundado el 21 de marzo de 1901 en la ciudad de Basilea y en su historia cuenta con más de 30 temporadas en la Nationalliga A, incluyendo tres subcampeonatos nacionales y más de 650 partidos disputados en primera división, además de haber sido finalista en dos ocasiones en la década de los años 1930s.
Desde la temporada de 1981/83 no juega en la Nationalliga A y desde la década de los años 1990s que no juega a nivel profesional en Suiza.